# 1973 في الكويت

## المناصب
- أمير الدولة : صباح السالم الصباح
- رئيس الوزراء: جابر الأحمد الصباح

## مواليد
- سعود الورع - إعلامي.
- سعود الشويعي - ممثل.
- غدير السبتي - ممثلة.
- مشعل الشايع - ممثل ومغني.
- عبد الله الباروني - ممثل.

## وفيات
- يوسف بن عيسى القناعي - أديب وتربوي